# Pachydesmus clarus
Pachydesmus clarus är en mångfotingart som först beskrevs av Chamberlin 1918.  Pachydesmus clarus ingår i släktet Pachydesmus och familjen Xystodesmidae. Inga underarter finns listade i Catalogue of Life.